# Monocorde à clavier
Le monocorde à clavier , ou monocorde de Poussot, est un rare instrument de musique à corde frottée, inventé par Joseph Poussot et son oncle, l'abbé Charles Tihay, et produit à Pierre-la-Treiche (Meurthe-et-Moselle) de 1886 à 1896.

## Histoire
Aidé de son oncle, l'abbé Charles Tihay, Joseph Poussot décide de fabriquer un instrument semblable à un violon mais au jeu plus aisé. Il s'inspire des travaux de son oncle, inventeur du polycorde à transpositeur universel (Brevet no 52569 du 13 janvier 1862 par le ministère de l'Agriculture, du commerce et des travaux publics), et invente le monocorde (et ses différentes variétés) dont il dépose le brevet le 8 mars 1886 auprès du ministère du Commerce et de l'industrie.  
L'instrument acquiert rapidement une réputation grâce à sa simplicité d'utilisation.
Dès 1889, il fait l'objet d'un article dans la revue des sciences La Nature et des auteurs renommés y prêtent attention. Maugin et Maigne accordent une douzaine de pages au monocorde dans leur ouvrage, le Nouveau manuel complet du luthier, nouvelle édition parue à Paris en 1894.
Environ 1 200 monocordes ont été produits dans les ateliers de Pierre-la-Treiche entre 1886 et 1896.
Si beaucoup ont disparu aujourd'hui, on peut en voir au musée d'art et d'histoire de Toul ainsi qu'au musée lorrain, en particulier un donné par la fille de Joseph Poussot, Marie Deloge, en 1960. Un autre, richement décoré, a été offert au Vatican en 1888. Il y en avait aussi à la boutique d'instruments anciens d'André Bissonnet à Paris et certains ont été envoyés ailleurs dans le monde : Canada, Russie ainsi que dans des missions africaines.
Il est possible d'écouter le son de l'instrument sur un enregistrement du groupe Gens de Lorraine, l'instrument est d'ailleurs utilisé par le groupe Kehot'Ribotte de Gérardmer ainsi que par les Ogres de Barback.

## Lutherie
L'instrument est fixé horizontalement sur deux pieds repliables. La corde unique est tendue sur un chevalet, reposant sur une caisse de résonance en forme d'amande percée de deux ouïes en forme de C. Le cheviller en forme de crémaillère possède une seule cheville en métal.
Le clavier chromatique de type piano dispose de touches munies sur leur dessous d'un bec venant barrer la corde.
L'instrument pouvait être fabriqué en plusieurs tessitures de soprano à contre-basse en passant par alto, ténor, baryton et basse.

## Jeu
Le musicien, assis, joue du clavier avec sa main gauche et actionne un archet avec sa main droite. La sonorité très chaude rappellerait un violoncelle.

## Instrument voisin
Le monocorde à clavier est proche du nyckelharpa d'origine suédoise, autre instrument de musique à clavier et à cordes frottées par un archet. 
Il peut également s'apparenter au violoncelle-piano baptisé Mélotétraphone, instrument plus éphémère créé par Edmond Julien de Vlaminck en 1892.
On peut enfin le rapprocher d'autres instruments à cordes et à clavier, notamment la vielle à roue (cordes frottées sans archet) ou encore le bulbul tarang indien, le taishōgoto japonais et l'autoharpe nord-américaine (cordes pincées).